# Церковь Святого Луки (Купиново)
Церковь Святого Луки (серб. Црква Светог Луке) — храм Сремской епархии Сербской православной церкви в селе Купиново общины Печинци Сремского округа Сербии. Церковь является памятником культуры Сербии исключительного значения.

## История
Церковь была воздвигнута примерно в 1450—1455 годах сербским деспотом Георгием Бранковичем и была упомянута в 1486 и 1502 годах как место захоронения соответственно Стефана и Иоанна Бранковичей. В 1521 году турецкие завоеватели разрушили Купиново, церковь также пострадала и пришла в запустение.
В 1726—1730 века капитан Михаил Васич вместе с жителями села восстановили храм. В 1780 году установлен новый барочный иконостас, иконы для которого написал Яков Орфелин. В конце XIX века церковь была отремонтирована.
В 1952 году здание было частично реконструировано. В 1994 году проведены археологические исследования.

## Архитектура
Церковь представляет собой однонефное здание, построенное из кирпича и камня, с массивными стенами. Неф от притвора тройной аркадой, а от полукруглой алтарной апсиды — иконостасом. Храм не претерпел значительных изменений за долгое время своего существования.